# Kerfourn
Kerfourn ([kɛʁfuʁn]) est une commune française, située dans le département du Morbihan en région Bretagne, en Argoat.

## Géographie

### Localisation
La commune se trouve à 13 km à l'est de Pontivy, à 26 km à l'ouest de Josselin, à 45 km au nord-ouest de Vannes, à 60 km au nord-est de Lorient et à 100 km à l'est de Rennes.
|               |          | Gueltas |
| Noyal-Pontivy | Kerfourn | Crédin  |
|               | Naizin   |         |

### Transports
La commune est traversée par la D 764, la D 319 et la D 2.

### Paysage et Relief
La commune de Kerfourn est situé sur le plateau de Pontivy au relief relativement plat ou faiblement ondulé. Son altitude varie entre 92 m et 138 m. Le paysage y est monotone et rappelle la Beauce. Les talus et les haies d'arbres typiques du bocage de l'ouest de la France ont presque entièrement disparu pour laisser place à de grandes parcelles de terre consacrées à la culture des céréales et du maïs. Cependant l'habitat, fait de nombreux petits hameaux, y est plus dispersé qu'en Beauce. La superficie de la commune est de 19,46 km2.
| - Carte topographique de la commune de Kerfourn. |

### Hydrographie
Pour un article plus général, voir Réseau hydrographique du Morbihan.
La commune est située dans le bassin Loire-Bretagne. Elle est drainée par la Belle Chère, le Runio, le ruisseau d'er-ponto, le ruisseau du Guern et divers autres petits cours d'eau,.
La Belle Chère, d'une longueur de 21 km, prend sa source dans la commune de Noyal-Pontivy et se jette  dans l'Ével à Évellys. 
Le Runio, d'une longueur de 15 km, prend sa source dans la commune  et se jette  dans l'Ével à Évellys, après avoir traversé cinq communes. 

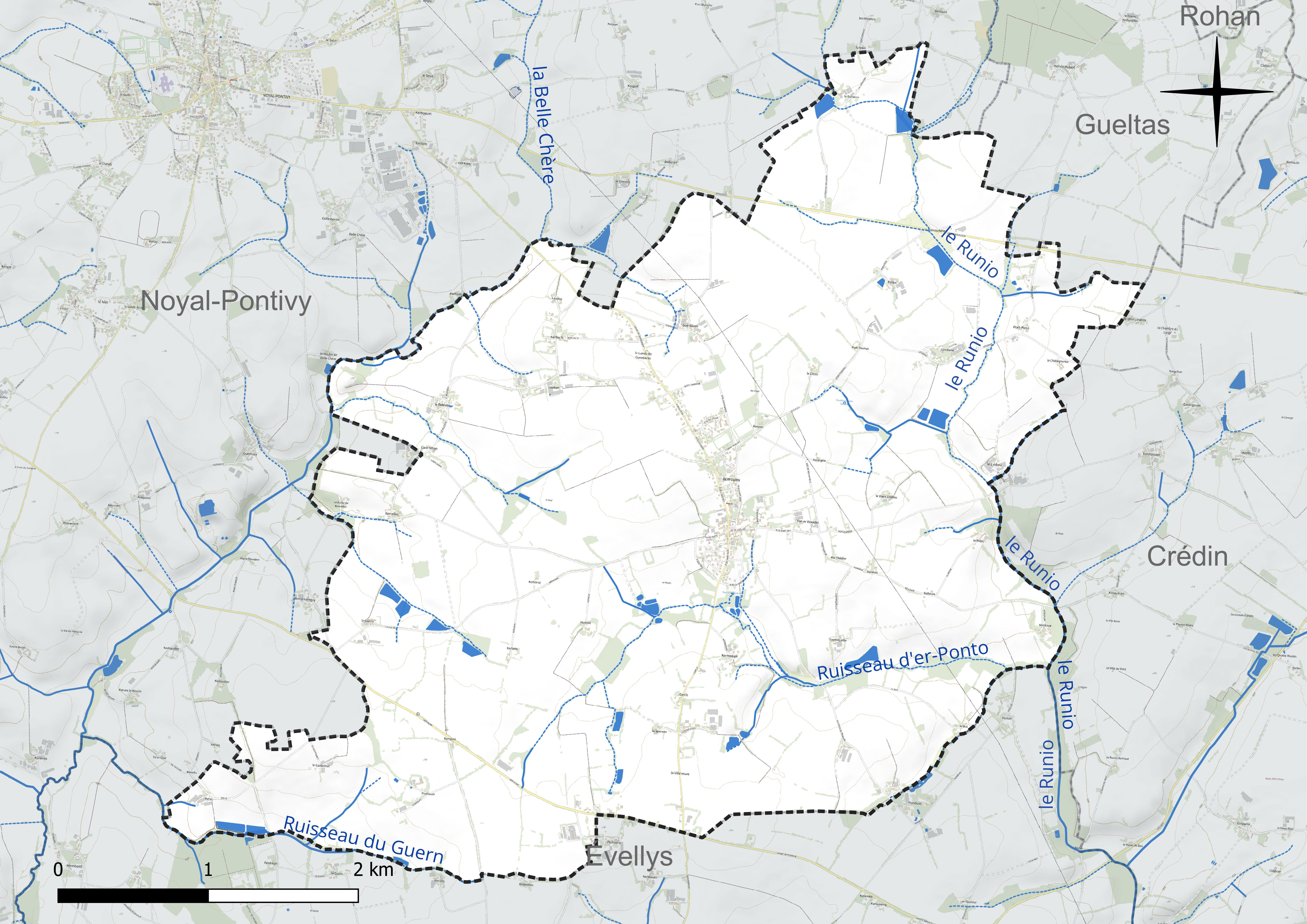
Réseau hydrographique de Kerfourn.

### Climat
Pour des articles plus généraux, voir Climat de la Bretagne et Climat du Morbihan.
En 2010, le climat de la commune est de type climat océanique franc, selon une étude du CNRS s'appuyant sur une série de données couvrant la période 1971-2000. En 2020, Météo-France publie une typologie des climats de la France métropolitaine dans laquelle la commune est exposée à un climat océanique et est dans une zone de transition entre les régions climatiques « Finistère nord  » et « Bretagne orientale et méridionale, Pays nantais, Vendée ». Parallèlement l'observatoire de l'environnement en Bretagne publie en 2020 un zonage climatique de la région Bretagne, s'appuyant sur des données de Météo-France de 2009. La commune est, selon ce zonage, dans la zone « Intérieur », exposée à un climat médian, à dominante océanique.
Pour la période 1971-2000, la température annuelle moyenne est de 11,1 °C, avec une amplitude thermique annuelle de 12,1 °C. Le cumul annuel moyen de précipitations est de 869 mm, avec 13,4 jours de précipitations en janvier et 6,9 jours en juillet. Pour la période 1991-2020, la température moyenne annuelle observée sur la station météorologique la plus proche, située sur la commune de Moréac à 14 km à vol d'oiseau, est de 12,0 °C et le cumul annuel moyen de précipitations est de 1 043,7 mm,. Pour l'avenir, les paramètres climatiques de la commune estimés pour 2050 selon différents scénarios d'émission de gaz à effet de serre sont consultables sur un site dédié publié par Météo-France en novembre 2022.

## Urbanisme

### Typologie
Au 1er janvier 2024, Kerfourn est catégorisée commune rurale à habitat dispersé, selon la nouvelle grille communale de densité à sept niveaux définie par l'Insee en 2022.
Elle est située hors unité urbaine. Par ailleurs la commune fait partie de l'aire d'attraction de Pontivy, dont elle est une commune de la couronne,. Cette aire, qui regroupe 16 communes, est catégorisée dans les aires de moins de 50 000 habitants,.

### Occupation des sols

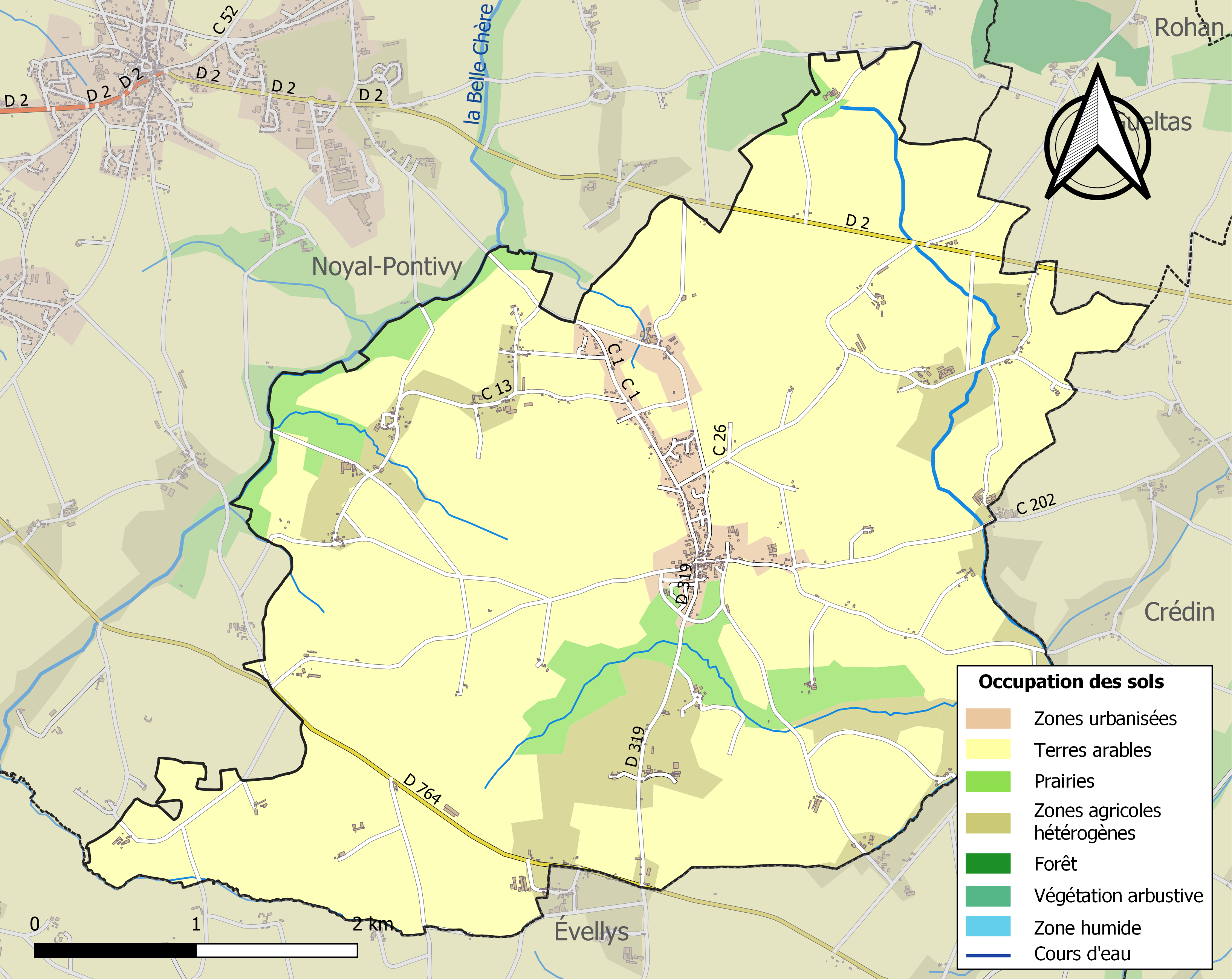
Carte des infrastructures et de l'occupation des sols de la commune en 2018 (CLC).

Le tableau ci-dessous présente l' occupation des sols de la commune en 2018, telle qu'elle ressort de la base de données européenne d’occupation biophysique des sols Corine Land Cover (CLC). Kerfourn appartient au bassin agricole de Pontivy, parfois surnommé la « Petite Beauce », un territoire s'étendant au nord, à l'est et au sud de cette ville voué à l'agriculture intensive et caractérisé par la présence de grandes parcelles de céréales et la rareté des haies d'arbres et des espaces boisés.
| Type d’occupation                                                                  | Pourcentage | Superficie (en hectares) |
| ---------------------------------------------------------------------------------- | ----------- | ------------------------ |
| Tissu urbain discontinu                                                            | 3,5 %       | 69                       |
| Terres arables hors périmètres d'irrigation                                        | 79,4 %      | 1545                     |
| Prairies et autres surfaces toujours en herbe                                      | 6,2 %       | 121                      |
| Systèmes culturaux et parcellaires complexes                                       | 9,0 %       | 175                      |
| Surfaces essentiellement agricoles interrompues par des espaces naturels important | 1,8 %       | 35                       |
| Source : Corine Land Cover                                                         |             |                          |

## Toponymie
Le nom breton de la commune est Kerforn.
Attesté sous sa forme bretonne Kerforn en 1461.
Kerforn signale simplement l'existence d'un village ayant un four suffisamment caractéristique pour désigner ce lieu sans erreur possible.
En gallo, le nom est attesté sous la forme Qhèrfourn prononcé [cɛrfurn].

## Histoire

### Moyen-Âge
Au XIe siècle, les Templiers et les Hospitaliers de l'ordre de Saint-Jean de Jérusalem sont accueillis en Bretagne et, selon la liste de leurs biens, ils installeraient même un hôpital à Kerfourn.
Selon un aveu de 1471, Kerfourn était, au sein de la Vicomté de Rohan, une des 46 paroisses ou trèves de la seigneurie proprement dite de Rohan.
Kerfourn (Kerforn) est cité dès 1461.

### Temps modernes

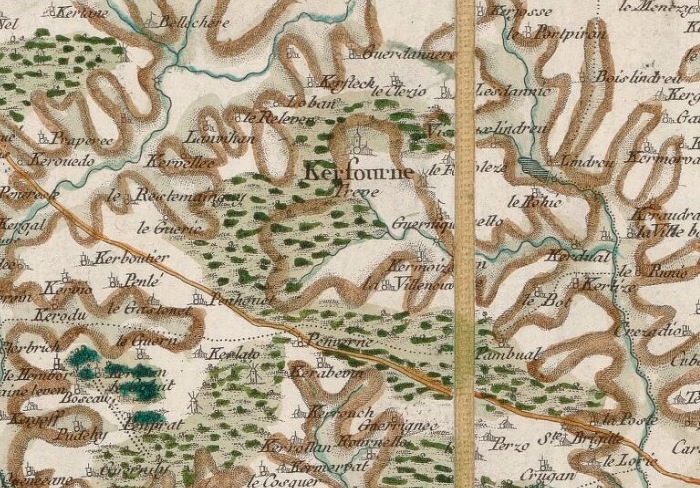
Carte de Cassini de la trève de Kerfourn (1789).

En 1677, Kerfourn est mentionné comme trève de Noyal-Pontivy.

### LeXIXesiècle
Kerfourn est érigé en paroisse en 1802. La commune de Kerfourn a été créée en 1839 (en même temps que celles de Gueltas, Saint-Gérand et Saint-Thuriau) à partir d'un territoire de la commune de Noyal-Pontivy par un arrêté de Louis-Philippe Ier.
L'ancien bourg était situé 500 m plus au sud. Il est petit à petit reconstruit plus haut autour d'une petite église paroissiale. La nouvelle église est construite en 1899 à l'emplacement de l'ancienne.

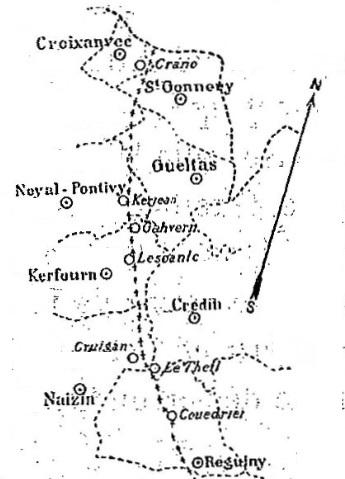
La limite entre les langues bretonne et gallèse (carte de 1886).

La région est traditionnellement à la limite entre les langues française (pays gallo) et bretonne, qui est ainsi décrite en 1886 : Croixanvec est une commune bretonnante et Saint-Gonnery, sauf une petite pointe à l'ouest, est de langue française ; la limite entre les deux langues laisse ensuite en pays français la commune de Gueltas, passe par Kerjean, commune de Noyal-Pontivy, qui parle breton, sauf deux villages à l'est de cette limite. Laissant le bourg de Kerfourn en pays bretonnant, elle passe par Gahvern et Lesoanic, hameaux de cette commune. L'ancienne limite entre le breton et le gallo était située au début du XXe siècle à l'est du territoire, entre Kerfourn et Crédin.
Le 11 février 1883 le conseil municipal de Kerfourn, revenant sur un vote antérieur, refuse le projet de construction d'une école de garçons (la commune ne disposait que d'une école mixte) en raison des charges financières que cela entraînerait pour la commune. En 1894 la commune de Kerfourn demande au Conseil général du Morbihan une demande de secours pour la reconstruction partielle de l'église paroissiale.

### LeXXesiècle

#### La Belle Époque
Le 30 novembre 1902 plusieurs maires de la région, dont Lécuyer, maire de Kerfourn, réunis à Pontivy, signent un texte dans lequel ils refusent de surveiller si les prêtres de leur paroisse utilisent la langue française, et non la langue bretonne, lors des leçons de catéchisme et des instructions religieuses.

#### La Première Guerre mondiale
Le monument aux morts de Kerfourn porte les noms de 65 soldats morts pour la France pendant la Première Guerre mondiale.

#### L'Entre-deux-guerres
En novembre 1928 le maire de Kerfourn, François Chapel, se marie en même temps que son frère ; près de 900 invités assistent à ce double mariage : l'hebdomadaire Le Nouvelliste du Morbihan publie un reportage illustré de quatre photographies de cet événement.

#### La Seconde Guerre mondiale
Le monument aux morts de Kerfourn porte les noms de 6 personnes mortes pour la France pendant la Seconde Guerre mondiale.

#### L'après Seconde Guerre mondiale
Le cimetière est déplacé en 1950 sur la route de Crédin.
Théodore Jégat est mort pour la France le 20 septembre 1956 pendant la Guerre d'Algérie.

## Politique et administration
| Période                                  | Période          | Identité               | Étiquette    | Qualité |
| ---------------------------------------- | ---------------- | ---------------------- | ------------ | --- |
| 1841                                     | juin 1871        | Mathurin Le Guernic    |              | Premier maire de Kerfourn |
| juin 1871                                | 13 novembre 1872 | Pierre Lécuyer         |              | |
| novembre 1872                            | 1873             | Yves Le Moullac        |              | Adjoint faisant fonction de maire |
| 1873                                     | 1880             | Louis Ropert           |              | |
| mars 1880                                | mai 1912         | Joseph Lécuyer père    | Conservateur | Propriétaire Conseiller d'arrondissement (1904 → 1919) |
| mai 1912                                 | 1917             | Joseph Lécuyer fils    |              | |
| 1919                                     | mai 1925         | Mathurin Le Lannic (1) | Rad.         | Conseiller d'arrondissement (1931 → 1940) |
| mai 1925                                 | mai 1929         | François Chapel        |              | |
| mai 1929                                 | octobre 1947     | Mathurin Le Lannic (2) | Rad.         | Conseiller d'arrondissement (1931 → 1940) |
| octobre 1947                             | mars 1959        | François Jéhanno       |              | |
| mars 1959                                | août 1959        | Joachim Lécuyer        |              | Ingénieur agricole |
| septembre 1959                           | mars 1977        | Noyale Lécuyer         |              | Veuve du précédent, fille de Joseph Cadic Chevalier de l'Ordre national du Mérite                                                                                   |
| mars 1977                                | mars 1983        | Joseph Lécuyer         | UDF-CDS      | Assureur Maire de Pontivy (1983 → 1995) |
| mars 1983                                | mars 2008        | Henri Blanchard        |              | Charpentier retraité |
| mars 2008                                | En cours         | Joël Marivain          | SE           | Mandataire d'assurances 12e vice-président de Pontivy Communauté (2023 → ) Président de l'Association des maires ruraux du Morbihan (2020 → ) Réélu en 2014 et 2020 |
| Les données manquantes sont à compléter. |                  |                        |              | |

## Démographie
L'évolution du nombre d'habitants est connue à travers les recensements de la population effectués dans la commune depuis 1841. Pour les communes de moins de 10 000 habitants, une enquête de recensement portant sur toute la population est réalisée tous les cinq ans, les populations de référence des années intermédiaires étant quant à elles estimées par interpolation ou extrapolation. Pour la commune, le premier recensement exhaustif entrant dans le cadre du nouveau dispositif a été réalisé en 2008.

En 2022, la commune comptait 842 habitants, en évolution de −0,71 % par rapport à 2016 (Morbihan : +3,82 %, France hors Mayotte : +2,11 %).
| 1841 | 1846 | 1851 | 1856 | 1861 | 1866 | 1872 | 1876 | 1881 |
| ---- | ---- | ---- | ---- | ---- | ---- | ---- | ---- | ---- |
| 965  | 973  | 960  | 976  | 920  | 967  | 955  | 910  | 900  |

| 1886 | 1891 | 1896  | 1901  | 1906 | 1911  | 1921 | 1926 | 1931 |
| ---- | ---- | ----- | ----- | ---- | ----- | ---- | ---- | ---- |
| 940  | 942  | 1 029 | 1 004 | 990  | 1 000 | 930  | 912  | 875  |

| 1936 | 1946 | 1954 | 1962 | 1968 | 1975 | 1982 | 1990 | 1999 |
| ---- | ---- | ---- | ---- | ---- | ---- | ---- | ---- | ---- |
| 857  | 864  | 813  | 769  | 765  | 713  | 731  | 773  | 724  |

| 2006 | 2008 | 2013 | 2018 | 2022 | - | - | - | - |
| ---- | ---- | ---- | ---- | ---- | - | - | - | - |
| 793  | 813  | 861  | 827  | 842  | - | - | - | - |

Kerfourn est, après l'ensemble communal Plougonver et La Chapelle-Neuve (qui formaient une commune unique en 1851) la commune qui a perdu en valeur absolue le plus d'habitants entre 1851 et 1999 (- 2 781 parmi toutes les communes de Bretagne.

## Enseignement
La commune possède une école privée (école Notre-Dame) et une école publique (école Jean-de-la-Fontaine).

## Commerces
Dans le bourg, on peut trouver un café et une boulangerie.

## Économie
La commune se trouve près du principal axe routier nord-sud de la Bretagne, reliant les zones côtières du Morbihan à celles des Côtes-d'Armor.
Une importante industrie agro-alimentaire s'est développée autour des villes de Pontivy et Loudéac.

## Culture locale et patrimoine

### Lieux et monuments
- Église Saint-Eloi-et-Saint-Vincent-Ferrier (1899)
- Fontaine Saint-Vincent (XVIIe siècle)
- Fontaine Saint-Eloi (XVIIe siècle)
- Calvaire de Guerdaner (XVIIe siècle)
- Oratoire de Notre-Dame-de-Lourdes (XXe siècle)
- Manoir de Guerniquello
- Manoir du Lindreux
- Four à pain du Rohic
- Café Chez Marie Jo

### Héraldique
| Blason de Kerfourn | Blason  | Parti: au 1er de sinople au four d'argent maçonné et ouvert de sable, au 2e de gueules au fer à cheval renversé d'or; le tout sommé d'un chef d'argent chargé de trois mouchetures d'hermine de sable. |
| Blason de Kerfourn | Détails | Création Mme Kergen et MM Binon et Jehanno. Adopté le 8 novembre 2012. |

## Personnalités liées à la commune
- Abbé Jean-Mathurin Cadic, poète, né à Kerfourn en 1843[38],[39].